# Iglesia de San Manuel de Colohete (Honduras)
La iglesia de Nuestra Señora de Concepción en San Manuel Colohete es un templo católico localizado en Honduras construido durante la época colonial en el siglo XVIII además de ser de las iglesias más antiguas del país. 

## Historia
La iglesia fue diseñada por el arquitecto guatemalteco don Diego de Porres a finales del siglo XVII durante el periodo colonial de Nueva España siguiendo el estilo arquitectónico Barroco. La Iglesia empezó a ser construida entre los a finales de los años 1600 y  terminaría su constricción a inicios de l siglo XVIII. Posee vigas de madera en su techo. De esta forma se empezó a crear un poblado alrededor de este templo, y así sirvió como parroquia del poblado de San Manuel de Colohete durante el resto de los siglo XVIII y XIX.

### Actualidad
Hoy en día la iglesia has sido restaurada en su totalidad y permanece cerrada al público para evitar el daño a las obras artísticas que posee, muchas confeccionadas en suelo nacional durante la época colonial. Es abierta a turista nacionales y extranjeros como parte del atractivo turístico del poblado además de ser un monumento nacional.